# Atlanta Hawks 2000-2001
La stagione 2000-01 degli Atlanta Hawks fu la 52ª nella NBA per la franchigia.
Gli Atlanta Hawks arrivarono settimi nella Central Division della Eastern Conference con un record di 25-57, non qualificandosi per i play-off.

## Roster
| N° | Naz.                    | Ruolo | Sportivo        | Anno | Alt. | Peso |
| -- | ----------------------- | ----- | --------------- | ---- | ---- | ---- |
| 1  | Stati Uniti (bandiera)  | A     | DerMarr Johnson | 1980 | 206  | 91   |
| 2  | Stati Uniti (bandiera)  | G     | Sean Colson     | 1975 | 183  | 79   |
| 3  | Stati Uniti (bandiera)  | A     | Cal Bowdler     | 1977 | 208  | 111  |
| 4  | Stati Uniti (bandiera)  | A     | Chris Crawford  | 1975 | 206  | 107  |
| 5  | Stati Uniti (bandiera)  | G     | Dion Glover     | 1978 | 196  | 103  |
| 7  | Croazia (bandiera)      | A     | Toni Kukoč      | 1968 | 208  | 87   |
| 7  | Stati Uniti (bandiera)  | A     | Roshown McLeod  | 1975 | 203  | 100  |
| 10 | Stati Uniti (bandiera)  | G     | Anthony Johnson | 1974 | 191  | 86   |
| 12 | Stati Uniti (bandiera)  | G     | Matt Maloney    | 1971 | 191  | 87   |
| 13 | Finlandia (bandiera)    | C     | Hanno Möttölä   | 1976 | 211  | 112  |
| 14 | Stati Uniti (bandiera)  | C     | Nazr Mohammed   | 1977 | 208  | 100  |
| 14 | Stati Uniti (bandiera)  | G     | Tony Smith      | 1968 | 191  | 84   |
| 20 | Stati Uniti (bandiera)  | G     | Larry Robinson  | 1968 | 191  | 82   |
| 22 | Stati Uniti (bandiera)  | G     | Jim Jackson     | 1970 | 198  | 100  |
| 22 | Stati Uniti (bandiera)  | G     | Brevin Knight   | 1975 | 178  | 78   |
| 24 | Stati Uniti (bandiera)  | A     | Andy Panko      | 1977 | 206  | 101  |
| 24 | Argentina (bandiera)    | G     | Pepe Sanchez    | 1977 | 193  | 88   |
| 30 | Stati Uniti (bandiera)  | G     | Ira Bowman      | 1973 | 196  | 88   |
| 31 | Stati Uniti (bandiera)  | G     | Jason Terry     | 1977 | 188  | 80   |
| 34 | Stati Uniti (bandiera)  | A     | Anthony Miller  | 1971 | 206  | 102  |
| 42 | Stati Uniti (bandiera)  | AC    | Lorenzen Wright | 1975 | 211  | 102  |
| 44 | Stati Uniti (bandiera)  | A     | Alan Henderson  | 1972 | 206  | 107  |
| 55 | RD del Congo (bandiera) | C     | Dikembe Mutombo | 1966 | 218  | 111  |

## Staff tecnico
- Allenatore: Lon Kruger
- Vice-allenatori: Gar Heard, Rick Mahorn, Eric Musselman